# Steffen Henssler

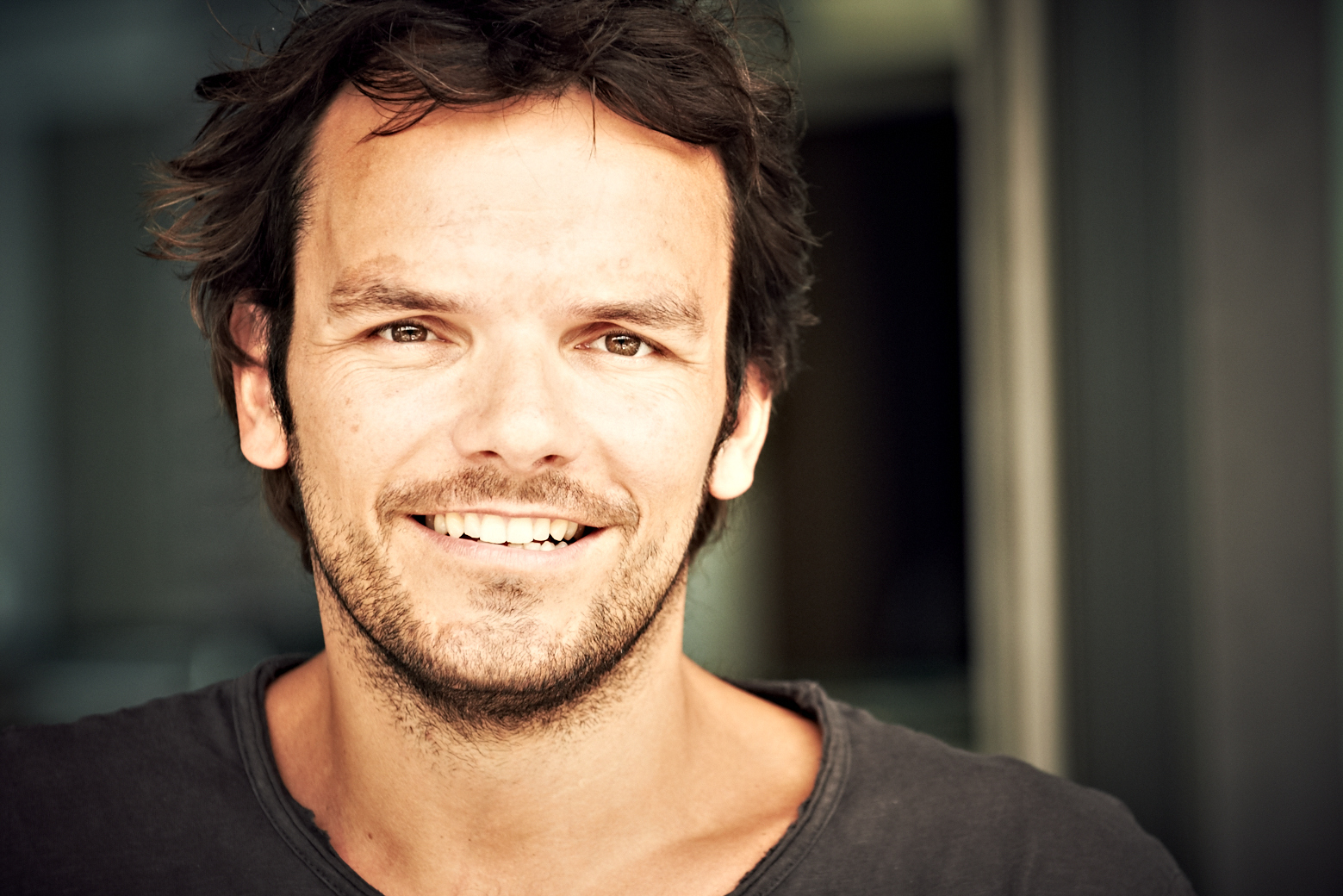
Steffen Henssler, 2012

Steffen Henssler (* 27. September 1972 in Neuenbürg im Schwarzwald) ist ein deutscher Koch, Kochbuchautor, Fernsehkoch und Entertainer.

## Leben
Steffen Henssler wuchs zunächst bei seiner Mutter in Pinneberg auf. Nach ihrem Tod, als er neun Jahre alt war, zog er nach Hamburg, wo sein Vater als Gastronom tätig war. Nach dem Realschulabschluss absolvierte Henssler eine Lehre als Koch im mit einem Michelin-Stern ausgezeichneten Restaurant Andresens Gasthof in Bargum, danach folgte eine Station in Hamburg. Nach einem Urlaub, bei dem Henssler seine Vorliebe für Sushi entdeckte, investierte er einen Lotto-Gewinn von 44.000 Mark in den Besuch der von japanischen Meistern geführten California Sushi Academy in Los Angeles. Henssler machte in der Akademie als erster Deutscher den Abschluss als „Professional Sushi Chef“ mit Bestnote. Im Anschluss daran arbeitete Henssler in mehreren amerikanischen Restaurants.
Nach Hamburg zurückgekehrt, eröffnete er im Jahr 2001 gemeinsam mit seinem Vater das Restaurant „Henssler Henssler“. Seit Januar 2025 ist Henssler nicht mehr am "Henssler Henssler" beteiligt. Anfang 2009 eröffnete Henssler ein zweites Restaurant in Hamburg, das „ONO by Steffen Henssler“. Im Januar 2009 wurde Henssler vom WWF zum „Meeresanwalt“ ernannt. Im September 2015 eröffnete Henssler seine Kochschule/Eventfläche „Hensslers Küche“, im Februar 2017 sein drittes Restaurant „Ahoi“ in Hamburg. Darauf folgten weitere Restaurants mit selbem Namen, vorrangig in norddeutschen Städten. Sie bieten Fast Food & Snacks. Im Dezember 2018 eröffnete er sein viertes Restaurant „Henssler GO“ in Hamburg. Das Restaurant bietet japanische Küche und einen Sushi-Lieferservice an. Ende 2022 kam das Ahoi in Wismar hinzu. Im Januar 2023 eröffnete Henssler mit seinem Bruder Peter in Bremen ein neues Sushi-Restaurantkonzept namens „Happi by Henssler“. Weitere Restaurants folgten im Februar in Bremen und im April 2023 in Grömitz und Hannover. Im Frühjahr 2024 gab es 14 Ahoi-Restaurants. Im Dezember 2024 hat Henssler sämtliche Anteile, die er an den Ahoi GmbHs hielt, an die Jaclavis GmbH verkauft. Zur gleichen Zeit meldeten fünf seiner „GO“-Restaurants sowie das „Ichi By Henssler“ in Berlin Insolvenz an.
Henssler hat eine Halbschwester und drei Halbbrüder, die alle jünger sind. Er war einmal verheiratet. Aus der danach folgenden Beziehung hat er eine Tochter (* 2007), aus einer weiteren Beziehung eine zweite Tochter (* 2008). Er lebt in Hamburg-Uhlenhorst.

## Fernsehen
Henssler, der sich bis zu diesem Zeitpunkt selbst als eher schüchtern beschreibt, begann seine Karriere als Fernsehkoch 2004 im NDR Fernsehen mit einigen Gastauftritten an der Seite von Rainer Sass. Ab 2006 produzierte der NDR dann zwei Staffeln von Hensslers Küche, in denen er seine von der japanischen und kalifornischen Küche inspirierten Rezepte präsentierte.
Im Jahr 2007 sicherte VOX sich Hensslers Dienste. Ab dem 27. August 2007 präsentierte er auf dem Sendeplatz der erfolgreichen Kochsendung Tim Mälzers, Schmeckt nicht, gibt’s nicht, seine Kochsendung Ganz & Gar Henssler. Henssler, der von Mälzer empfohlen worden war, gastierte in den letzten Sendungen des Vorgängerformats. VOX sendete die Kochshow Hensslers bis 23. November 2007 mit Unterbrechungen werktäglich. Von Januar 2008 bis August 2010 gehörte Henssler zur festen Besetzung der Kochshow Die Küchenschlacht im ZDF. Als Gastkoch war er auch wiederholt in der ZDF-Sendung Lanz kocht! zu sehen. Auch bei der Kocharena auf VOX trat er mehrfach auf. Vom 16. August 2010 bis 7. Januar 2014 war Steffen Henssler Moderator der Kochshow Topfgeldjäger im ZDF.

In der Serie Großstadtrevier (Folge 324: „Fahrraddiebe“) spielte er eine Nebenrolle als Moderator einer Kochshow. 

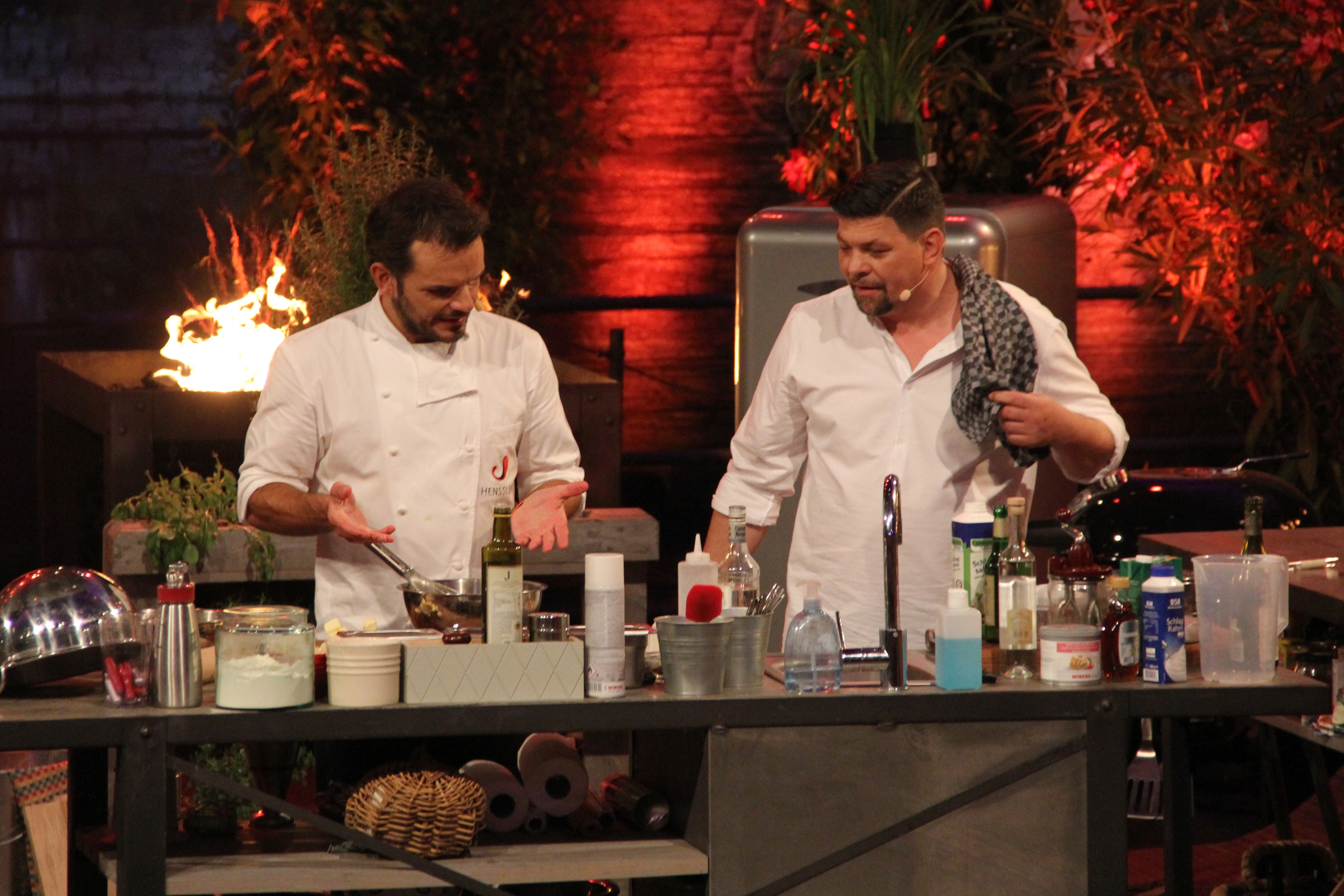
Steffen Henssler (l.) und Tim Mälzer (r.) bei Grill den Profi, 2018

VOX strahlt seit 2013 die Kochshow Grill den Henssler mit Henssler als Herausforderer dreier von professionellen Köchen gecoachter Prominenter aus. Bei dem Fernsehformat handelt es sich um eine Überarbeitung des Konzeptes der Kocharena.
2014 wechselte Henssler zu RTL. Dort übernahm er die Sendung Der Restauranttester von Christian Rach. Ferner strahlt RTL seit Juli 2014 die Kochshow Henssler hinter Gittern aus. Diese führte im Vorfeld der Ausstrahlung zu Kontroversen, Berichterstattungen und Diskussionen. Das LKA Niedersachsen und die Opferschutzvereinigung Weißer Ring kritisierten die Sendung, weil unter anderem einer der verurteilten Straftäter des siebenfachen Mordes in Sittensen (2007) als Kandidat in der Show auftrat und somit den Tätern eine öffentliche Plattform gegeben wurde.
Von September 2017 bis September 2018 war Henssler beim Münchener Privatsender ProSieben in der Samstagabendshow Schlag den Henssler, die zuvor unter den Namen Schlag den Raab in regelmäßigen Abständen ausgestrahlt wurde, zu sehen. 2020 moderierte er die Kochshow Hensslers Countdown – Kochen am Limit bei RTL.

### Filmografie

#### Fernsehserien und -shows
- 2006: Hensslers Küche (NDR)
- 2007: KMPD Krass Mann Police Department (Cultmovie Entertainment)[22]
- 2007: Ganz & Gar Henssler (VOX)
- 2008–2010: Die Küchenschlacht (ZDF)
- 2010–2014: Topfgeldjäger (ZDF)
- 2013–2017, seit 2019: Grill den Henssler (VOX)
- 2014: Der Restauranttester (RTL)
- 2014: Steffen Henssler hinter Gittern (RTL)
- 2014: Die Steffen Henssler Challenge – Guter Geschmack gewinnt (RTL)
- 2016: Henssler grenzenlos (VOX)
- 2017–2018: Schlag den Henssler (ProSieben)
- 2020: Hensslers Countdown – Kochen am Limit (RTL)
- 2021–2024: Mälzer und Henssler liefern ab! (VOX)
- 2022: Familien-Kochduell (Das Erste)
- 2023: Krümelmonsters Foodie Truck (toggo)
- 2024: Deutschland grillt den Henssler (VOX)

#### Synchronisation
- 2010: Knucklehead – ein bärenstarker Tollpatsch … als Redrum[23]
- 2016: Kung Fu Panda 3 (Stimmen für Dim und Sum)

#### Gastauftritte
- 2004–2005: DAS!schmeckt (NDR)
- 2004–2005: Rainer Sass Kochshow (NDR)
- 2005–2008: Kerners Köche / Kerner kocht (ZDF)
- 2007: Schmeckt nicht, gibt’s nicht (VOX)
- 2007–2013: Die Kocharena (VOX)
- 2008–2012: Lanz kocht! (ZDF)
- 2009: Zimmer frei! (WDR, ein Auftritt)
- 2010: Sesamstraße präsentiert: Eine Möhre für zwei (KiKA, Folge 13)
- 2010–2013, 2015: TV total Stock Car Crash Challenge (ProSieben, fünf Auftritte)
- 2011–2013: Die ultimative Chartshow (RTL)
- 2011, 2015: Verstehen Sie Spaß? (Das Erste, zwei Auftritte)
- 2012–2013: Es kann nur E1NEN geben (RTL, zwei Auftritte)
- 2012–2015: TV total (ProSieben, sieben Auftritte)
- 2012: Dalli Dalli (NDR, ein Auftritt)
- 2012: Gottschalk Live (Das Erste, ein Auftritt)
- 2012: 5 gegen Jauch (RTL, ein Auftritt)
- 2012: Stadt, Land … (RTL II, ein Auftritt)
- 2012–2014: Schlag den Star (ProSieben, zwei Auftritte)
- 2012: Großstadtrevier (Das Erste, eine Folge)
- 2013–2014: Wok-WM (ProSieben, zwei Auftritte)
- 2013: Küstenwache (ZDF, eine Folge)
- 2013: Inas Nacht (NDR, ein Auftritt)
- 2013: Wer wird Millionär? (Prominenten-Special) (RTL, ein Auftritt)
- 2013–2014: Mario Barth deckt auf! (RTL, zwei Auftritte)
- 2014: TV total PokerStars.de Nacht (ProSieben, ein Auftritt)
- 2014: Willkommen bei Mario Barth (RTL, ein Auftritt)
- 2014: Shopping Queen (VOX, Folge 519)
- 2015–2016, 2018–2019: Quizduell (Das Erste, fünf Auftritte)
- 2015: Quizduell – Der Olymp (Das Erste, ein Auftritt)
- 2016: Gefragt – Gejagt XXL (Das Erste, ein Auftritt)
- 2016: Spiel für dein Land (Das Erste, ORF eins und SRF 1, ein Auftritt)
- 2017: Die Promi-Darts-WM (ProSieben, ein Auftritt)
- 2017, 2019: Wer weiß denn sowas? (Das Erste, vier Auftritte)
- 2018: Grill den Profi (VOX, ein Auftritt)
- 2020: Kitchen Impossible (Staffel 5) (VOX, ein Auftritt)
- 2020, 2022: Denn sie wissen nicht, was passiert (RTL, je ein Auftritt und Moderation)
- 2021: 5 Gold Rings (Sat.1, ein Auftritt)
- 2022: Ich setz auf Dich (RTL)

## YouTube
Im November 2012 war Steffen Henssler Gastgeber der Kochshow What’s for Beats, die auf dem Videoportal YouTube abgerufen werden kann. Henssler empfängt wöchentlich aktuelle und zukünftige Stars der Musikszene in seinem Hamburger Loft. Gemeinsam kochen sie das Leibgericht der Gäste und sprechen über kulinarische Vorlieben und private Details.
Seit 2020 betreibt er den YouTube-Kanal „Hensslers schnelle Nummer“, dessen Name auf die Sendung Topfgeldjäger zurückgeht, in der Henssler während der Show ein rasch zuzubereitendes Gericht kochte. In den Videos werden überwiegend Rezepte präsentiert, gelegentlich gibt es auch Aufnahmen hinter den Kulissen.

## Live-Tour
Im Mai 2011 stellte Henssler erstmals vor Publikum sein Liveprogramm „Meerjungfrauen kocht man nicht!“, eine Kochshow, vor. 2012 tourte er mit diesem Programm weiter durch Deutschland, 2013 auch durch Österreich und die Schweiz. Im April 2015 startete Henssler mit seinem neuen Programm „Hamburg, New York, Tokio – meine kulinarische Weltreise!“. Im Oktober 2016 startete Henssler mit seinem mittlerweile dritten Tourprogramm „Henssler tischt auf“. Die Tour geht durch Deutschland und Österreich. Im Frühjahr 2017 wurde die Tour fortgesetzt.
Am 12. Mai 2018 trat Steffen Henssler den Versuch an, den Weltrekord für das größte Publikum bei einer Kochshow aufzustellen, wofür mindestens 6000 Besucher anwesend sein mussten. Henssler gelang es, diesen Rekord mit 6512 Zuschauern aufzustellen.
Im November 2019 war er mit seinem Programm "Ein Mann, ein Herd!" in Deutschland unterwegs.
Im April 2023 startete sein neues Programm „Manche mögen’s heiß“ durch Deutschland, Luxemburg und Österreich. Die Tour wurde wegen Corona mehrfach verschoben.
Im April und Mai 2024 tourte er mit seinem Programm "Hensslers Schnelle Nummer - Live" durch Deutschland und Österreich.

## Sonstiges
Henssler ist Schirmherr der Initiative Lecker hoch drei und engagiert sich beim Verein Dunkelziffer sowie der Stiftung Mittagskinder, die er allesamt seit einigen Jahren mit dem Preisgeld aus der Sendung Grill den Henssler bedenkt. Er ist Anhänger der Fußballmannschaft des Hamburger SV.

## Auszeichnungen
Kochauszeichnungen
Die Küche des Henssler & Henssler ist seit der Ausgabe 2017 nur noch mit 12 Punkten im Gault Millau, 2,5 Kochlöffeln vom Schlemmer Atlas und 2,5F von der Gourmetzeitschrift Der Feinschmecker und 1 Diamant von Varta ausgezeichnet. Das Restaurant „Ono by Steffen Henssler“ wurde mit dem Michelin „Bib Gourmand“ ausgezeichnet. Henssler selbst wurde vom Feinschmecker 2006 zum „Aufsteiger des Jahres“ gewählt. Für sein Buch Hauptsache lecker wurde er im März 2012 in Paris von den Gourmand World Cookbook Award als „Best TV Chef“ ausgezeichnet.
Rekorde
Am 13. März 2013 schaffte es Henssler ins Guinness World Records, in dem er den zuvor von Jamie Oliver gehaltenen Rekord knackte. Henssler hält seitdem den Rekord für die meisten klein gehackten Chilischoten in 30 Sekunden. Er schaffte innerhalb dieser Zeit elf Chilis. Den Rekord im Ravioli-Falten musste er zwischenzeitlich wieder abgeben. Am 12. Mai 2018 stellte Henssler in der Frankfurter Festhalle, beim Finale seiner Henssler tischt auf Tour, mit 6512 Zuschauern einen neuen Rekord auf. Damit hält er laut Guinness World Records den Rekord für das „größte Publikum einer Live-Kochshow“. Mit 96 mit verbundenen Augen geschnittenen Karottenscheiben innerhalb von 30 Sekunden hält er seit dem 17. März 2021 einen neuen Weltrekord.
Preise
Am 5. September 2015 gewann Henssler die Goldene Henne in der Kategorie „Publikumspreis Entertainment“. Am 12. November gewann er zusammen mit Ruth Moschner einen Bambi für die VOX-Sendung Grill den Henssler.

## Werke

### Musik
- 2012: Fein wieder zuhause zu sein (Single) (Abschlach! feat. Steffen Henssler)[33]

### Videoalben
- 2013: Meerjungfrauen kocht man nicht (Erstveröffentlichung: 18. Januar 2013)[34]